# Boussens (Francia)
Boussens è un comune francese di 1 112 abitanti situato nel dipartimento dell'Alta Garonna nella regione dell'Occitania.

## Società

### Evoluzione demografica
Abitanti censiti